# Heidelinde Weis
Heidelinde Weis (Villach, 1940. szeptember 17. – Villach, 2023. november 24.) osztrák film-, televíziós és szinkronszínésznő.

## Életpályája
Színészképzését 1957/58-ban végezte a bécsi Max Reinhardt Szemináriumon (Erika Pluharral együtt).
Weis 1960-tól 1998-ban bekövetkezett haláláig házas volt Hellmuth Duna színházi producerrel.

## Filmek, tévésorozatok
- 1960: Ich heirate Herrn Direktor (mozi)
- 1960: Familie Leitner (TV-sorozat , epizód 1x14)
- 1961: Mary Rose
- 1963: Die Probe oder Die bestrafte Liebe
- 1963: Was ihr wollt
- 1963: Detective Story
- 1963: Der Geisterzug
- 1963: Meine Frau Susanne (TV-sorozat , 20 epizód)
- 1963: Die kleinste Schau der Welt
- 1964: Zwei Herren aus Verona
- 1964: Die Tote von Beverly Hills (mozi)
- 1964: Die Reise um die Erde
- 1964: Eurydike
- 1964: Die Festung (mozi)
- 1964: Lausbubengeschichten (mozi)
- 1964: Erzähl mir nichts (mozi)
- 1964: Zweierlei Maß
- 1965: Colombe
- 1965: Der seidene Schuh (Mini-Serie, 4 Teile)
- 1965: Mädchen hinter Gittern  (mozi)
- 1965: Serenade für zwei Spione (mozi)
- 1965: Antigone
- 1965: Tante Frieda – Neue Lausbubengeschichten (mozi)
- 1966: Liselotte von der Pfalz (mozi)
- 1966: Onkel Filser – Allerneueste Lausbubengeschichten (mozi)
- 1966: …und Scotland Yard schweigt (The Man Outside, Kino)
- 1967: Der Lügner und die Nonne  (mozi)
- 1967: Wenn Ludwig ins Manöver zieht (mozi)
- 1967: Der Paukenspieler
- 1968: Die Geschichte von Vasco
- 1968: Othello
- 1969: Jean der Träumer
- 1969: Liebe gegen Paragraphen
- 1969: Ein Dorf ohne Männer
- 1970: Something for Everyone (mozi)
- 1970: Dem Täter auf der Spur (TV-sorozat , epizód 4×03 Froschmänner)
- 1970: Die Marquise von B. (két részes)
- 1971: Die Frau in Weiß (1971)|Die Frau in Weiß (három részes)
- 1971: Hallo, wer dort?
- 1972: Der Kommissar (A felügyelő TV-sorozat , epizód 4x02 Die Tote im Park)
- 1973: Diamantenparty
- 1973: Vabanque
- 1974: Nie wieder Mary
- 1975: Eine Frau zieht ein
- 1976–1998: Derrick (TV-sorozat , 3 epizód)
- 1977–2002: Der Alte (Az Öreg TV-sorozat , 4 epizód)
- 1978: Eifersucht
- 1978: Ein Sommertagstraum
- 1979: Wo die Liebe hinfällt
- 1979: … es ist die Liebe (TV)
- 1980: Das Fräulein (Gospodjica, mozi)
- 1981: Colombe
- 1981: Die Gerechten
- 1982: Die Erbin (Washington Square)
- 1982: Der Heuler
- 1983: Die Krimistunde (TV-sorozat , epizód 8 Der vergessene Hund)
- 1984: Funkeln im Auge
- 1984: Abgehört
- 1984, 1992: Ein Fall für zwei (Két férfi, egy eset TV-sorozat , epizód 4x07–4x09, 12x05)
- 1984: Geld oder Leben
- 1985: In Amt und Würden
- 1985: Die Schwarzwaldklinik (A klinika TV-sorozat , epizód 1x01–1x07)
- 1986: Quadrille
- 1986: Das Traumschiff: Thailand (Álomhajó)
- 1986: Acht Stunden Zeit
- 1986: Spätes Erröten
- 1987: Die selige Edwina Black
- 1987: Der elegante Hund (Miniserie, epizód 3 Man tanzt wieder Tango)
- 1987: Flohr und die Traumfrau
- 1987–1990: Das Erbe der Guldenburgs (A Guldenburgok öröksége TV-sorozat , 20 epizód, csak szinkronhang)
- 1988: Alte Zeiten
- 1989: Umwege nach Venedig
- 1990: Kann ich noch ein bißchen bleiben?
- 1990: Falsche Spuren
- 1991: Ausgetrickst
- 1991: Auf der Suche nach Salome (hat részes)
- 1992: Eine phantastische Nacht
- 1993: Eurocops (TV-sorozat , epizód 6x05 Flamingo)
- 1993: Das Traumschiff – Südafrika
- 1993: Rosamunde Pilcher: Stürmische Begegnung
- 1993: Nervenkrieg
- 1994: Gabriellas Rache
- 1995: Ein Richter zum Küssen
- 1995: Drei in fremden Kissen
- 1996: Faust (TV-sorozat , epizód 2x04 Nachtwache)
- 1996: Drei in fremden Betten
- 1996: Wir Königskinder
- 1997: Haus der Vergeltung
- 1997: Ein Mord für Quandt (TV-sorozat , epizód 1x12 Die Schlinge)
- 1999: Am Anfang war der Seitensprung
- 2000: Nicht mit uns
- 2001: Am Anfang war die Eifersucht
- 2001: Sommerwind
- 2003: Lotti auf der Flucht
- 2002: In der Mitte eines Lebens (három részes)
- 2003: Drei unter einer Decke
- 2003: Fliege kehrt zurück
- 2004: Rosamunde Pilcher – Liebe im Spiel
- 2004: Fliege hat Angst
- 2005: Neue Freunde, neues Glück
- 2005: Heirate meine Frau
- 2006: Typisch Sophie (TV-sorozat , epizód 2x03 Auf Treu und Glauben)
- 2006: Glück auf vier Rädern
- 2006: Lilly Schönauer – Liebe hat Flügel
- 2008: Ein Ferienhaus auf Ibiza
- 2008: Liebe für Fortgeschrittene
- 2008: SOKO 5113 (TV-sorozat , epizód 34x05 Endstation Hoffnung)
- 2008: Das Traumschiff – Vietnam
- 2008: Utta Danella – Wenn Träume fliegen
- 2009: Nichts als Ärger mit den Männern
- 2009: Vorzimmer zur Hölle
- 2010: Die grünen Hügel von Wales
- 2011: Pfarrer Braun – Altes Geld, junges Blut
- 2011: Utta Danella – Wachgeküsst
- 2011: Das Glück ist ein Kaktus
- 2011: Vorzimmer zur Hölle – Streng geheim!
- 2012: Das Traumhotel – Brasilien
- 2012: Lebe dein Leben
- 2015: Weißblaue Geschichten – Die Partykönigin

## Fordítás
- Ez a szócikk részben vagy egészben  a   Heidelinde Weis című német Wikipédia-szócikk fordításán alapul.  Az eredeti cikk szerkesztőit annak laptörténete sorolja fel. Ez a jelzés csupán a megfogalmazás eredetét és a szerzői jogokat jelzi, nem szolgál a cikkben szereplő információk forrásmegjelöléseként.